# Cranendonck
Cranendonck est une commune néerlandaise située dans la province du Brabant-Septentrional. Lors du recensement de 2019, elle compte 20 440 habitants, pour une superficie de 78,05 km2, dont 1,65 km2 d'eau.

## Géographie

### Situation

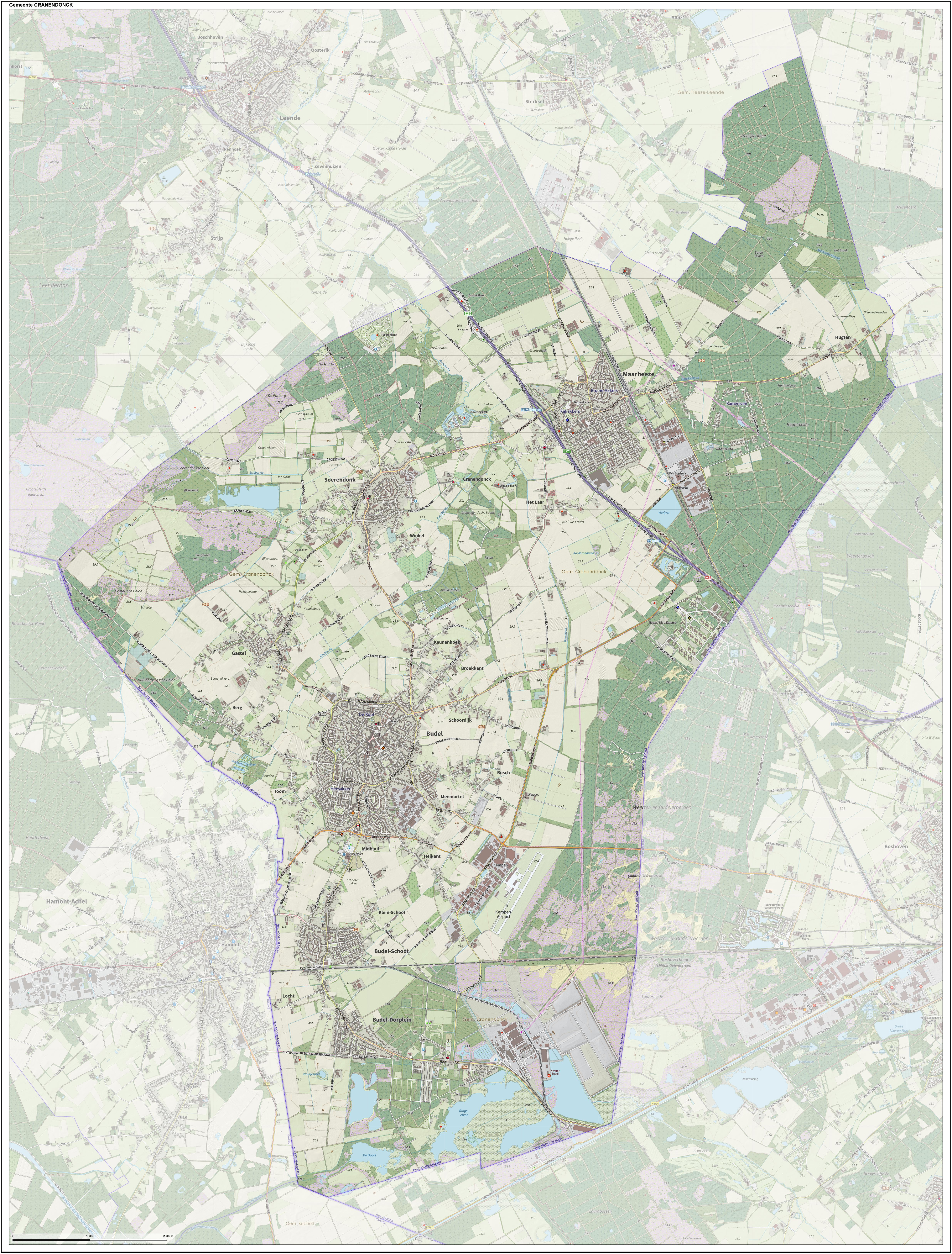
Carte topographique de Cranendonck (2020).

Bordée au nord-ouest par Heeze-Leende, au nord-est par Someren et à l'est par la province de Limbourg (Nederweert et Weert), Cranendonck est bordée par la frontière entre la Belgique et les Pays-Bas au sud-ouest.

### Localités
La commune est composée de Budel, Budel-Dorplein, Budel-Schoot, Gastel, Maarheeze et Soerendonk.

## Histoire
La première histoire écrite de Cranendonck date de 1318, lorsque le maréchal Pekrionimus « Poolus » den Cranendonck entra en possession des terres de l'actuel Cranendonck. Il y deviendra plus tard gouverneur et nommera sa résidence « Cranendonck ». Il existe même une rumeur locale selon laquelle lorsque le maréchal den Cranendonck est devenu détenteur de ce territoire, il a prononcé les mots : « À Cranendonck réside la victoire ».[réf. nécessaire] Cependant, ce n'est qu'en 1997 que la région adoptera légalement son nom de Cranendonck.
La commune de Cranendonck est née le 1er janvier 1997 de la fusion des communes de Budel et de Maarheeze (sans la localité de Sterksel). Les villages de Budel, Budel-Dorplein, Budel-Schoot, Gastel, Maarheeze et Soerendonk ont beaucoup de points communs depuis un passé lointain. Les formes dialectales sont : Buul, Dorplein, Schoot, Mares et Zurrik. La déclaration de Gastel est identique.[1]
Le domaine de Budel appartenait au domaine royal des Pépinides et des Carolingiens. Le texte le plus ancien est une charte de Charlemagne dans laquelle il confirme que son grand-père Pépin le Moyen ou Van Herstal avait fait don de biens situés à Budel à l'abbaye de Chèvremont, près de Liège, avant sa mort en 714. En 947, l'église de Budel fut également donnée à ce monastère avec les dîmes associées. Les possessions de l'abbaye de Chèvremont, y compris le domaine et l'église de Budel, furent transférées en l'an 972 au chapitre de l'église Notre-Dame, ou Chapitre marial (Marienstift) d'Aix-la-Chapelle. L'église et la cour avec les terres environnantes restèrent en possession du chapitre d'Aix-la-Chapelle jusqu'à la fin du XVIIIe siècle.
En 1938, la commune de Maarheeze devient propriétaire du domaine de Cranendonk. La villa, construite à la fin du XIXe siècle, a été mise en service en 1940 comme hôtel de ville de l'ancienne commune de Maarheeze. Cranendonk redevint ainsi le centre administratif. À partir du 1er janvier 1997, la commune actuelle de Cranendonck est devenue une réalité, bien qu'elle ait porté formellement le nom de Budel pendant encore une année supplémentaire.
Les armoiries de la commune avec l'aigle (germanique) et les cors (de la branche Cranendonck de la maison de Horne), la grue sur le drapeau ainsi que le style de la maison de la commune de Cranendonck (une grue stylisée en vert et orange (Maison d'Orange)) rappellent les circonstances naturelles et historiques d'antan.
Le nom de la commune vient du château de Cranendonck, qui existait peut-être déjà au XIIIe siècle et qui constituait le centre administratif des quartiers de la région.

## Administration

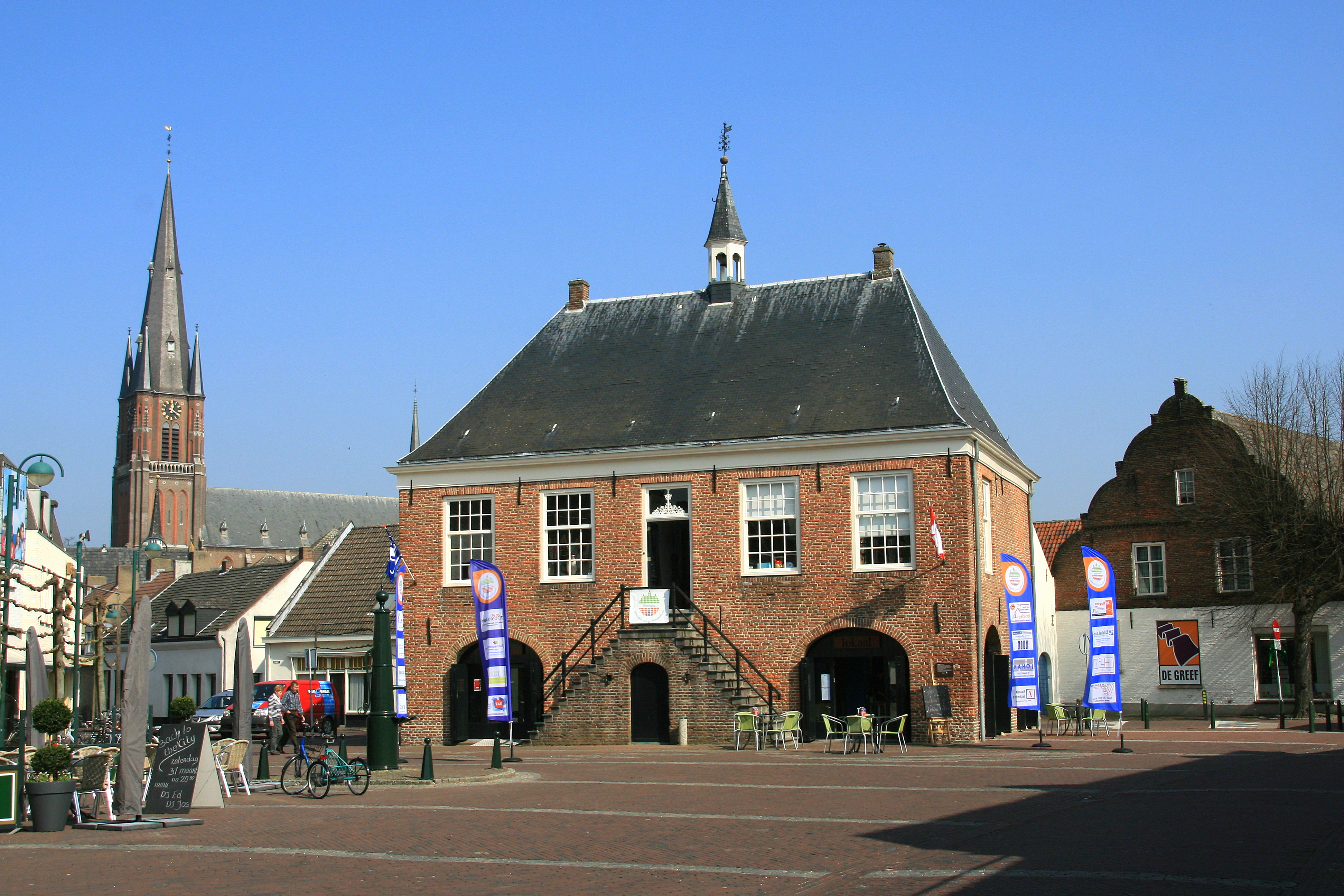
Photographie du rijksmonument prise par John Scholte

La commune de Cranendonck est créée en 1997 de la fusion de Budel et Maarheeze sans le village de Sterksel, rattaché à Heeze-Leende. L'hôtel de ville de Cranendonck se trouve à Budel.

### Liste des bourgmestres
| Période           | Période           | Identité                              | Étiquette | Qualité      |
| ----------------- | ----------------- | ------------------------------------- | --------- | ------------ |
| 1er janvier 1997  | 15 septembre 2002 | John Jorritsma                        | VVD       |              |
| 15 septembre 2002 | 15 avril 2003     | Nellie Jacobs-Aarts                   | CDA       | Intérimaire. |
| 15 avril 2003     | 1er janvier 2012  | Bart Meinema                          | CDA       |              |
| 1er avril 2012    | 6 octobre 2017    | Marga Vermue-Vermue                   | CDA       |              |
| 6 octobre 2017    | 20 novembre 2018  | Henri de Wijkerslooth de Weerdesteijn | VVD       | Intérimaire. |
| 20 novembre 2018  | En cours          | Roland van Kessel                     | CDA       |              |